# 伊勢貞運
伊勢 貞運（いせ さだかず、生年不明 - 天正18年（1590年））は、戦国時代から安土桃山時代にかけての武将。後北条氏の家臣。通称は又七郎。受領名は備中守。『後北条氏家臣団人名辞典』は伊勢貞就の子と推定する。
『北条氏所領役帳』には貞運と推定される人物の計95貫の知行高が記されている。
貞運は北条氏の一門衆で有職故実や年中行事に精通していた。北条幻庵が吉良氏朝に嫁ぐ娘に持たせた『幻庵おほへ書』には、武家の仕来として伊勢備中守の教えが記されている。
また、評定衆も務めていたとみられる。天正4年（1576年）の関宿城の普請の際には貞運と思われる人物が指導を行っている。
天正18年（1590年）、小田原征伐の際に戦死した。